# Brama Tyniecka

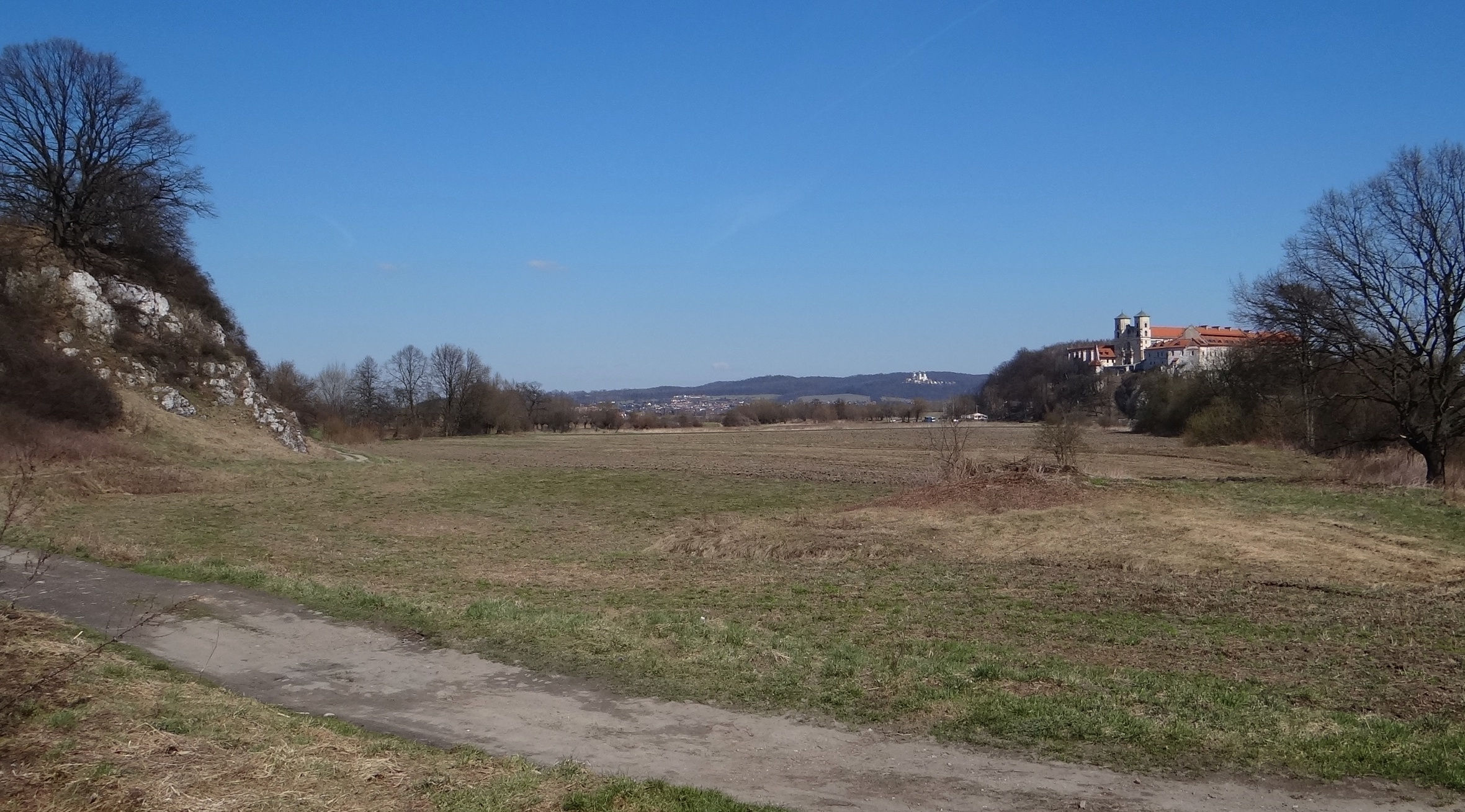
Brama Tyniecka

Brama Tyniecka – przełom rzeki Wisła pod Krakowem między należącym do Krakowa Tyńcem i wsią Piekary. W miejscu tym Wisła dokonała przełomu między Wzgórzami Tynieckimi i Skałkami Piekarskimi. Na lewym brzegu obramowanie koryta Wisły tworzą Skałki Piekarskie, na prawym Grodzisko i Wzgórze Klasztorne na którym stoi Opactwo Benedyktynów w Tyńcu. Na prawym brzegu Wisła przy normalnym stanie wody płynie w niewielkiej odległości od podnóży skał, przy podwyższonym stanie dociera bezpośrednio do skał. Na lewym brzegu odległość koryta Wisły od Skał Piekarskich jest dużo większa, ale obok podnóży skał znajdują się rozlewiska. W najwęższym miejscu odległość między Skałami Piekarskimi i podnóżem skał Góry Klasztornej wynosi około 380 m. Brama Tyniecka jest największym przewężeniem doliny Wisły na całej jej długości od brzegu Karpat w okolicach Skoczowa po ujście do Morza Bałtyckiego. 
Brama Tyniecka jest tzw. przełomem pozornym, Wisła nie dokonała bowiem tutaj przecięcia wapiennych skał budujących Wzgórza Tynieckie i Skałki Piekarskie. Wiercenia przeprowadzone w rejonie przełomu wykazały, że pod cienką pokrywą rzeczną występują w nim pochodzące z miocenu iły wypełniające zapadlisko tektoniczne między Skałkami Piekarskimi i Wzgórzami Tynieckimi. Przed około 15 milionami lat Wisła wypłukała tylko te mało odporne osady ilaste.